# ای‌میول
ای‌میول یا امیول (به انگلیسی: eMule) یک شبکهٔ نظیر-به-نظیر (peer-to-peer) برای جابجایی اطلاعات است که برای ویندوز ساخته شده‌است. ئی‌میول در سال ۲۰۰۲ به عنوان یک آلترناتیو برای ئی‌دانکی۲۰۰۰ عرضه شد. این نرم‌افزار به شبکه ئی‌دانکی و شبکهٔ کد دسترسی دارد.
نرم‌افزار ئی‌میول تحت ++Microsoft Visual C نوشته شده‌است. نرم‌افزار منبع باز است و تحت GNU GPL منتشر می‌شود.

## مشخصات
فایل‌های در جایی جز هارد کاربران ذخیره نمی‌شوند، فقط نشانی آنها در چندین سرور که برای این منظور اختصاص داده شده‌اند ذخیره می‌شوند. اکثر سرورهای کنونی تقلبی هستند که معمولاً توسط دشمنان شبکه‌های نظیر به نظیر (شرکت‌های سینمایی) یا سازمان‌های امنیتی کشورهای مختلف، برای نظارت بر شبکه یا نابودی آن برپا شده‌اند. معمولاً این گونه سرورها مشخصات تعداد کاربران یا فایل‌هایی که لینک کرده‌اند را به طرز غلو شده‌ای نشان می‌دهند.
نرم‌افزار دارای یک سیستم اعتبار دهی کاملاً منحصر به فرد می‌باشد که باعث می‌شود که فقط کاربرانی بتوانند فایل‌های دیگران را به سرعت دانلود کنند، که قبلاً به دیگران در مورد فایل‌های خود چنین اجازه‌ای را داده بودند. البته نسخه‌های هک شده نرم‌افزار که این سیستم را دور می‌زنند نیز موجود هستند.